# Ureaplasma felinum
Ureaplasma felinum è una specie di batterio appartenente alla famiglia delle Mycoplasmataceae.